# They singolare
Il they singolare (singular they) è un pronome della lingua inglese che, diversamente dal they utilizzato nei casi in cui è presente la terza persona plurale ("loro"), è da considerarsi singolare e neutro. Il they singolare si usa quando l'antecedente è un pronome indefinito.

## Storia
Se l'utilizzo del they plurale ebbe origine nel XIII secolo, quello singolare venne usato per la prima volta un secolo più tardi. Il they singolare divenne di uso molto comune, questo sebbene alcune regole prescrittive non lo approvassero.
Sebbene alcuni tomi pubblicati agli inizi del ventunesimo secolo ritenessero la forma singolare di they colloquiale e pertanto poco appropriata nella scrittura formale, diversi volumi più recenti considerano tale pronome corretto. Nello stesso periodo, il they singolare iniziò ad essere adottato da alcuni individui non binari al posto del he ("egli", "lui") e del she ("ella", "lei") ed entrò a far parte del linguaggio inclusivo di genere. Il they singolare venne nominato parola dell'anno nel 2015 dall'American Dialect Society e nel 2019 dall'editore Merriam-Webster. Nel 2020 l'American Dialect Society lo scelse come parola degli anni 2010.